# نمر بانار

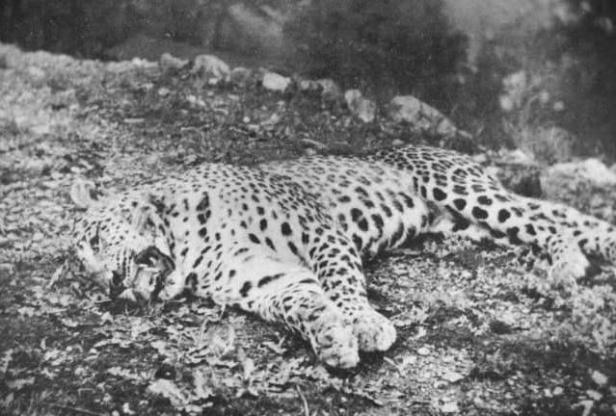
نمر البانار

نمر البانار (بالإنجليزية:Leopard of Panar) هو أحد النمور الآكلة ل ـ«لحوم البشر» ويقال أنه قتل وأكل ما لا يقل عن 400 شخص على مدى عدة سنوات في منطقة كوماون في شمال الهند في مطلع القرن العشرين حيث كان قد أصيب من قبل صياد الأمر الذي جعله غير قادر على اصطياد الفرائس الطبيعية فبدأ بمهاجمة البشر. تم تعقب نمر البانار وقتل في عام 1910 من قبل الأديب والصياد الشهير للقطط الكبيرة جيم كوربيت.